# Knockbridge
Knockbridge är en ort i republiken Irland.   Den ligger i grevskapet Lú och provinsen Leinster, i den nordöstra delen av landet, 70 km norr om huvudstaden Dublin. Knockbridge ligger 41 meter över havet och antalet invånare är 583.
Terrängen runt Knockbridge är platt.Runt Knockbridge är det ganska tätbefolkat, med 116 invånare per kvadratkilometer. Närmaste större samhälle är Dundalk, 5,4 km nordost om Knockbridge. Trakten runt Knockbridge består i huvudsak av gräsmarker.